# Honda VFR 1200 F
Die VFR1200F ist ein Motorrad der Kategorie Sporttourer des japanischen Herstellers Honda.
Das vollverkleidete Motorrad wurde am 23. Oktober 2009 auf der Tokyo Motor Show vorgestellt und 2010 als Nachfolger für die CBR 1100 XX (auch als Super Blackbird vermarktet) am Markt positioniert. Die Produktion begann im Oktober 2009 in der Präfektur Kumamoto auf der südlichsten Hauptinsel Kyūshū in der gleichnamigen Stadt Kumamoto in Japan unter dem Werkscode SC 63 (S = Hubraumklassifikation: mehr als 801 cm³ / C = Modellverwendung: sportliches On-Road fahren / 63 = fortlaufende Nummer).

## Technik

### Motor

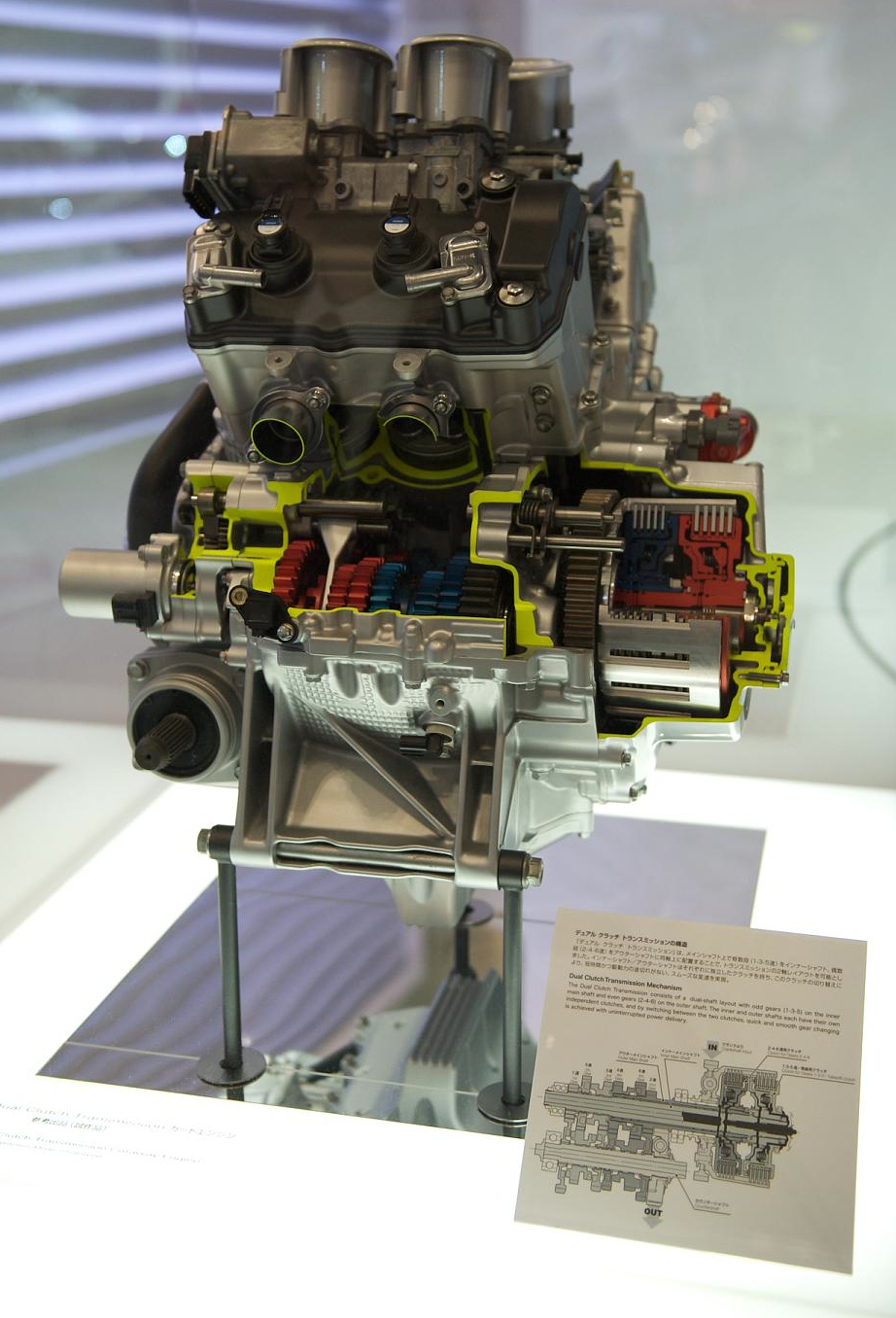
Motor und Getriebe der VFR 1200F

Der flüssigkeitsgekühlte Vierzylindermotor erzeugt aus 1237 cm³ Hubraum eine Nennleistung von 127 kW (173 PS) bei einer Drehzahl von 10000 min−1. Bereits ab einer Drehzahl von 4000 min−1 sollen nominell 90 Prozent des maximalen Drehmoments zur Verfügung stehen.
Der quer eingebaute V4-Motor wartet mit einer technisch ungewöhnlichen Zylinderanordnung auf: der Zylinderbankwinkel beträgt 76° anstatt der üblichen 90°, die beiden hinteren Zylinder (Nr. 2 + 3) sind mittig angeordnet, die vorderen Zylinder (Nr. 1 + 4) sind jeweils außen platziert (genau wie bei Hondas 800er MotoGP-V4-Rennmaschine RC212V, mit der Casey Stoner im Jahre 2011 in der MotoGP-Klasse den WM-Titel eroberte). Der Motor arbeitet nach dem Prinzip der Big-Bang-Zündfolge. Die Zündfolge erfolgt nicht gleichmäßig alle 180 Grad einer Kurbelwellenumdrehung, wie bei einem Reihenvierzylinder oder den V4-Vorgängern. Es zünden – wie bei der legendären Honda VFR 750 R RC30 – jeweils zwei Zylinder kurz hintereinander. Die Zündung erfolgt asymmetrisch bei jeweils 104-256-104-256 Grad. Im Gegensatz zu der üblichen gleichmäßigen 180°-Zündfolge (bei 180° Hubzapfenversatz) werden hier jeweils zwei Zylinder kurz hintereinander mit 104° Abstand gezündet. Um einen optimalen Massenausgleich zu erzielen, wurde ein Hubzapfenversatz von 28° gewählt (Berechnung: 180° minus doppelter Zylinderwinkel gleich Hubzapfenversatz → 180° – 2 × 76° = 28°). Aufgrund dieser Kombination aus Zylinderwinkel, Hubzapfenversatz und Zündreihenfolge werden keine Ausgleichswellen gegen unerwünschte Vibrationen benötigt. Die platzsparende Unicam-Ventilsteuerung mit einer kettengetriebenen Nockenwelle pro Zylinderbank betätigt via Tassenstößel direkt zwei Einlassventile und via Rollenkipphebel zwei Auslassventile pro Brennraum. Der Motor baut trotz 455 cm³ mehr Hubraum nur unwesentlich höher und ist deutlich kürzer als der 90°-V4-Motor der VFR800FI. Die vier Zylinder haben eine Bohrung von 81 mm Durchmesser, die Kolben einen Hub von 60 mm bei einem Verdichtungsverhältnis von 12:1.
Das Motorrad beschleunigt in 3,0 s von 0 auf 100 km/h, in 8,9 s auf 200 km/h und erreicht eine elektronisch abgeregelte Höchstgeschwindigkeit von 250 km/h.
Der durchschnittliche Kraftstoffverbrauch beträgt 5,9 l auf 100 km bei einer Geschwindigkeit von 130 km/h. Der Kraftstofftank hat ein Volumen von 18,5 l. Der Hersteller empfiehlt die Verwendung von bleifreiem Motorenbenzin mit einer Klopffestigkeit von mindestens 95 Oktan und gibt eine theoretische Reichweite von 314 km an. Die Abgasnachbehandlung erfolgt durch einen geregelten Katalysator und unterschreitet die Schadstoffgrenzwerte der Abgasnorm Euro-3.

### Drive-by-Wire-Technik
Die Motorsteuerung (engl. Engine Control Unit, ECU) steuert Einspritzdruck, Einspritzdauer und Zündung in Abhängigkeit von Drehzahl, eingelegtem Gang und der Kühlmittel-Temperatur. Zusätzlich werden die Signale für die Stellmotoren der Drosselklappen über eine Steuereinheit ausgewertet. Bei der VFR 1200 führen Bowdenzüge vom Gasgriff zum Potentiometer. Gleichzeitig kümmert sich die ECU in Abhängigkeit von der Drosselklappenstellung um den Stellmotor für die Klappe in der oberen Mündung des Endschalldämpfers, die zwischen 5000 und 6000 min−1 öffnet und für eine schlagartige Leistungsentfaltung sorgt.

### Doppelkupplungsgetriebe
Erstmals in einem Serienmotorrad ist für die VFR1200F ein Doppelkupplungsgetriebe (eng. Dual Clutch Transmission, DCT) optional lieferbar. Im Unterschied zum Auto wählt das Getriebe nicht auf der lastfreien Getriebewelle den nächsten Gang vor, sondern schaltet erst, wenn der Fahrer oder die Automatikfunktion den Befehl dazu gibt. Ein Schaltvorgang dauert mit 500 ms ein Vielfaches länger als bei aktuellen Autos mit Doppelkupplungsgetriebe, jedoch kann das Honda-DCT bei plötzlicher Gaswegnahme und anschließendem Herunterschalten schneller reagieren als ein Pkw-Doppelkupplungsgetriebe.

### Verbundbremsanlage mit Antiblockiersystem
Das Vorderrad wird von zwei radial verschraubten Sechskolben-Festsattelbremsen verzögert, die Bremskräfte werden über zwei schwimmend gelagerte Bremsscheiben mit einem Durchmesser von 320 mm übertragen. Das Hinterrad wird von einem Zweikolben-Schwimmsattel abgebremst, die Bremsscheibe hat einen Durchmesser von 276 mm. Vorder- und Hinterradbremse arbeiten im Verbund, gesteuert über einen gemeinsamen Druckmodulator. Beim Betätigen des Handbremshebels werden die sechs Kolben des rechten Bremssattels und vier des linken bewegt. Beim Betätigen des Fußbremshebels werden die zwei Kolben des hinteren Bremssattels und zusätzlich, kontrolliert über den ABS-Druckmodulator mit elektromagnetischen Steuerventilen, die zwei oberen Kolben des linken vorderen Bremssattels mit angesteuert.

### Kardanantrieb
In die Einarmschwinge ist der wartungsarme Kardanantrieb integriert. Der Schwingendrehpunkt ist oberhalb und hinter dem vorderen Kreuzgelenk der Kardanwelle positioniert, die Welle verläuft folglich nicht exakt parallel zur Längsachse des Schwingenarms. Ein Schiebestück am homokinetischen Gelenk vor dem Tellerradgehäuse sichert beim Ein- und Ausfedern des Hinterrades den notwendigen Längenausgleich der Kardanwelle. Insgesamt drei Ruckdämpfer wurden im Antriebsstrang integriert: auf der Welle, zwischen Kupplung und Getriebeausgangswelle und vor dem Kardangelenk. Die Einarmschwinge stützt sich über eine progressive Hebelanlenkung und ein Zentralfederbein am Rahmen ab.

### Elektrische Anlage
Die Starterbatterie hat eine Kapazität von 12 Ah und versorgt den elektrischen Anlasser. Die Lichtmaschine erzeugt eine elektrische Leistung von 570 Watt.

### Modelljahr 2012
Im Modelljahr 2012 wurden die Motorcharakteristik optimiert und der Kraftstoffverbrauch durch Änderungen der PGM-FI Kraftstoffeinspritzung gesenkt. Das Tankvolumen wurde um 0,5 Liter vergrößert sowie die Sitzbank und die LED-Spiegelblinker modifiziert. Eine Traktionskontrolle wurde ergänzt und die Elektroniksteuerung des optionalen Doppelkupplungsgetriebes optimiert.

## Farbvarianten
Die Maschine wurde 2010 in drei Lackierungsvarianten angeboten:
- Candy Prominence Red
- Pearl Sunbeam White
- Seal Silver Metallic

Die Maschine wurde 2012 in vier Lackierungsvarianten angeboten:
- Candy Tahitian Blue
- Darkness Black Metallic
- Candy Prominence Red
- Titanium Blade Metallic

## Kritiken
„Die Front geht fließend in die Seitenverkleidung über, die ihrerseits mit dem Tank verschmilzt. Strömungsoptimiert, viel Windschutz, stabile High-Speed-Lage. Ideale Voraussetzungen. Doch Fans der legendären CBR 1100 XX Super Blackbird werden enttäuscht sein, denn die VFR nutzt ihre Möglichkeiten nur bis maximal 250 km/h.“

„Mit der neuen VFR 1200 F hat Honda einen Technologieträger auf die 17-Zoll-Räder gestellt, der als V-Mann erfolgreich eine Brücke zwischen Sport und Tour schlägt, dabei aber die sportiven Seiten deutlich betont. Qualitativ erfüllt die VFR die gehobenen Ansprüche der Tourenklientel, was gleich drei Jahre Garantie und die auf kundenfreundliche 12.000 Kilometer ausgedehnten Wartungsintervalle unterstreichen.“

„Die lang ersehnte VFR ist ein gutes Motorrad geworden, ein sehr gutes sogar. Ein exzellentes ist es allerdings nicht. Die mehrstufige Leistungscharakteristik ist eher hinderlich, die Ausstattung karg. Die 1200er brilliert durch viele technologische Schmankerl. Hinzu kommen drei Jahre Garantie und 12.000er-Wartungsintervalle. […] Die Motorcharakteristik ist unausgewogen, der Vortrieb erst jenseits der 4000er-Marke standesgemäß. Unter 3000/min herrscht untypisch für diese Hubraumklasse Lustlosigkeit vor.“

## Galerie

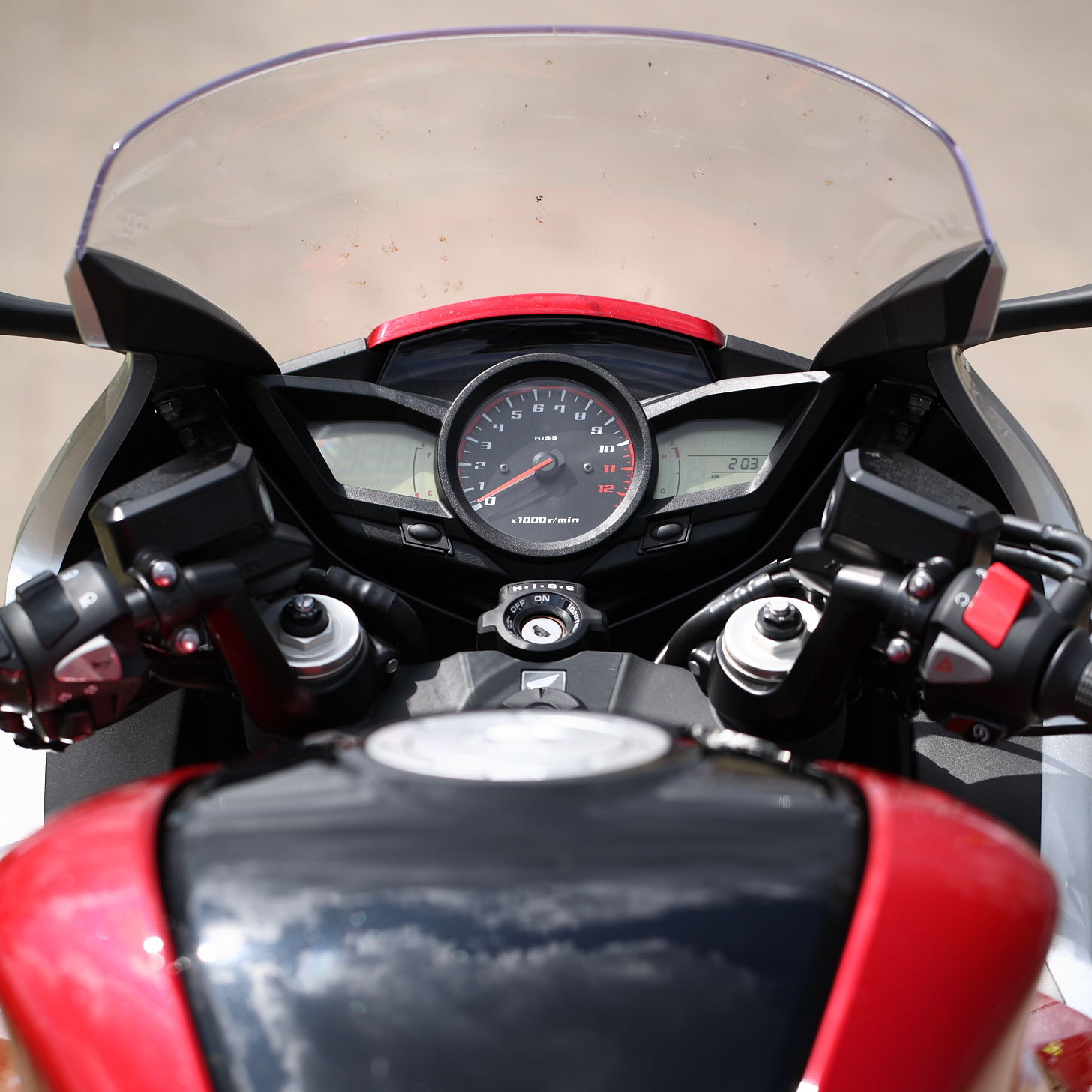
Cockpit (Modelljahr 2010)
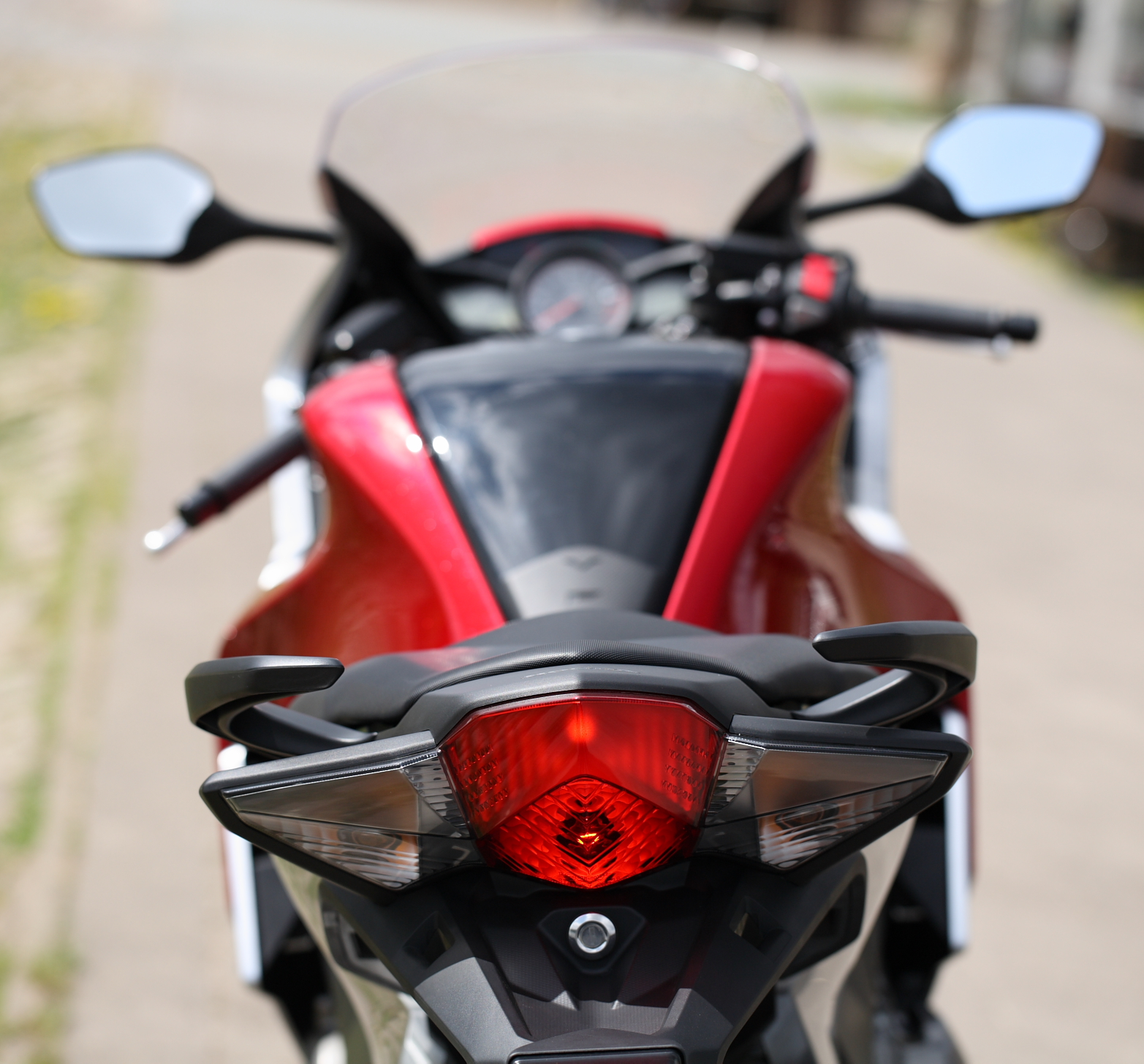
Heckansicht (Modelljahr 2010)
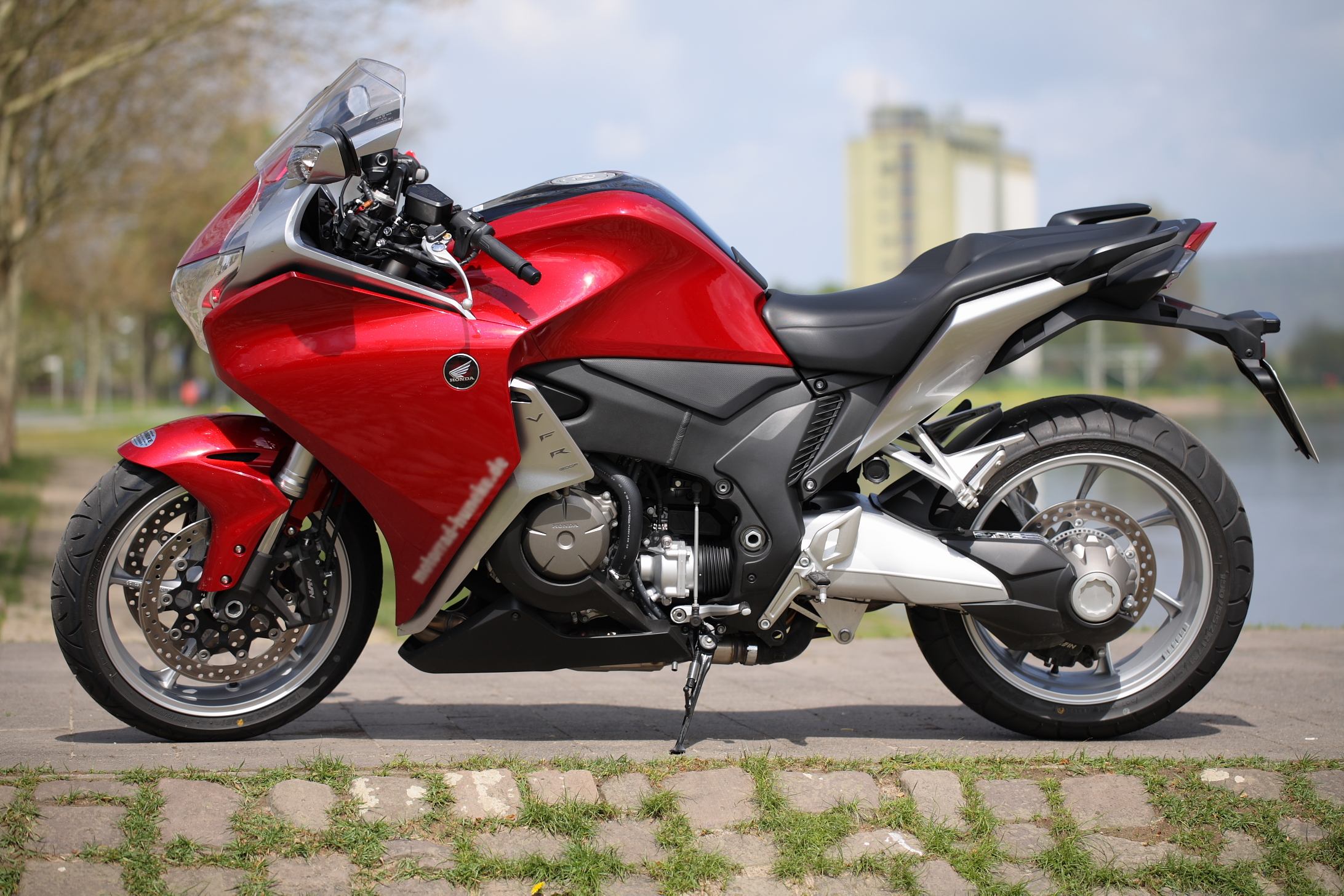
Linke Seitenansicht (Modelljahr 2010)
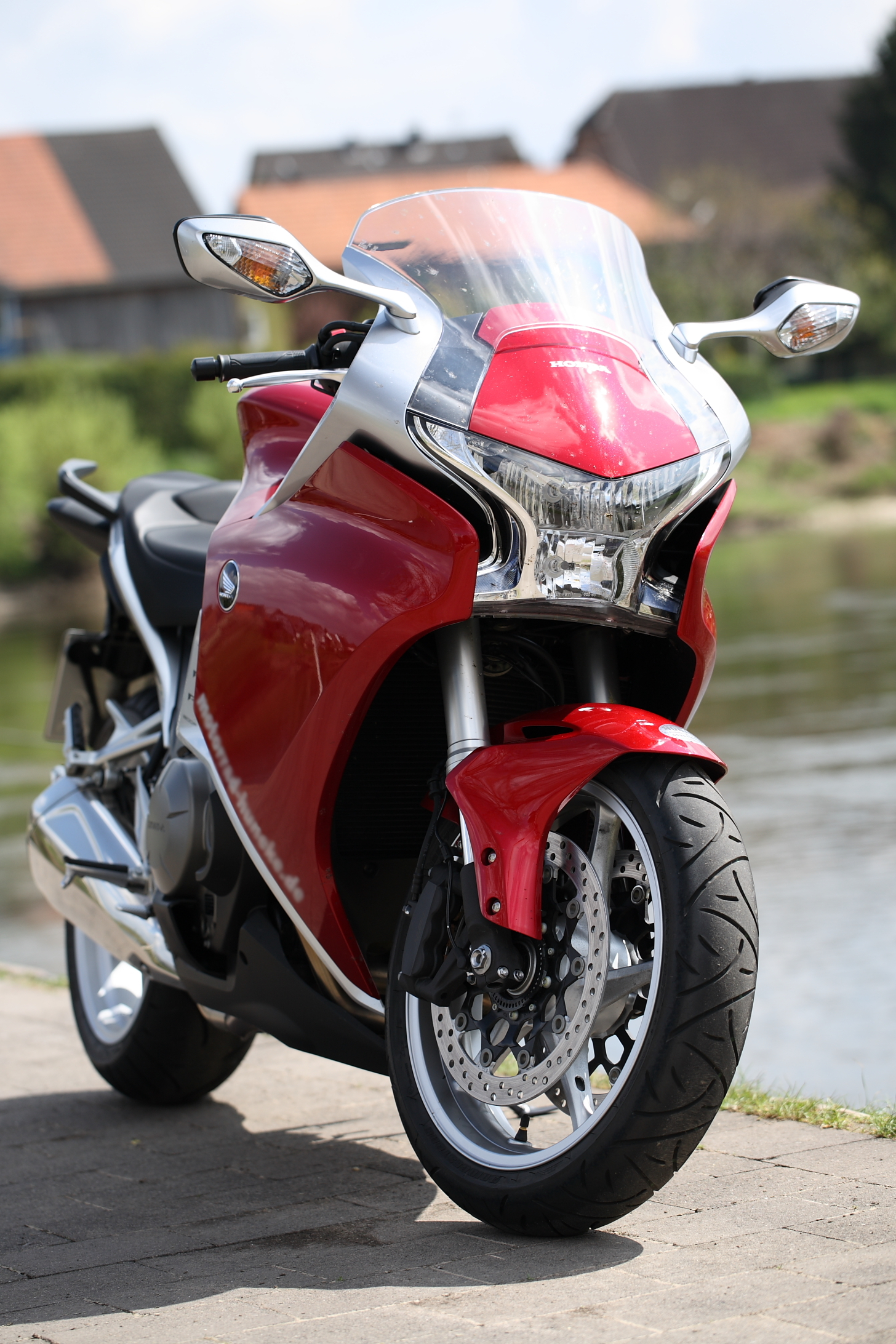
Frontansicht (Modelljahr 2010)
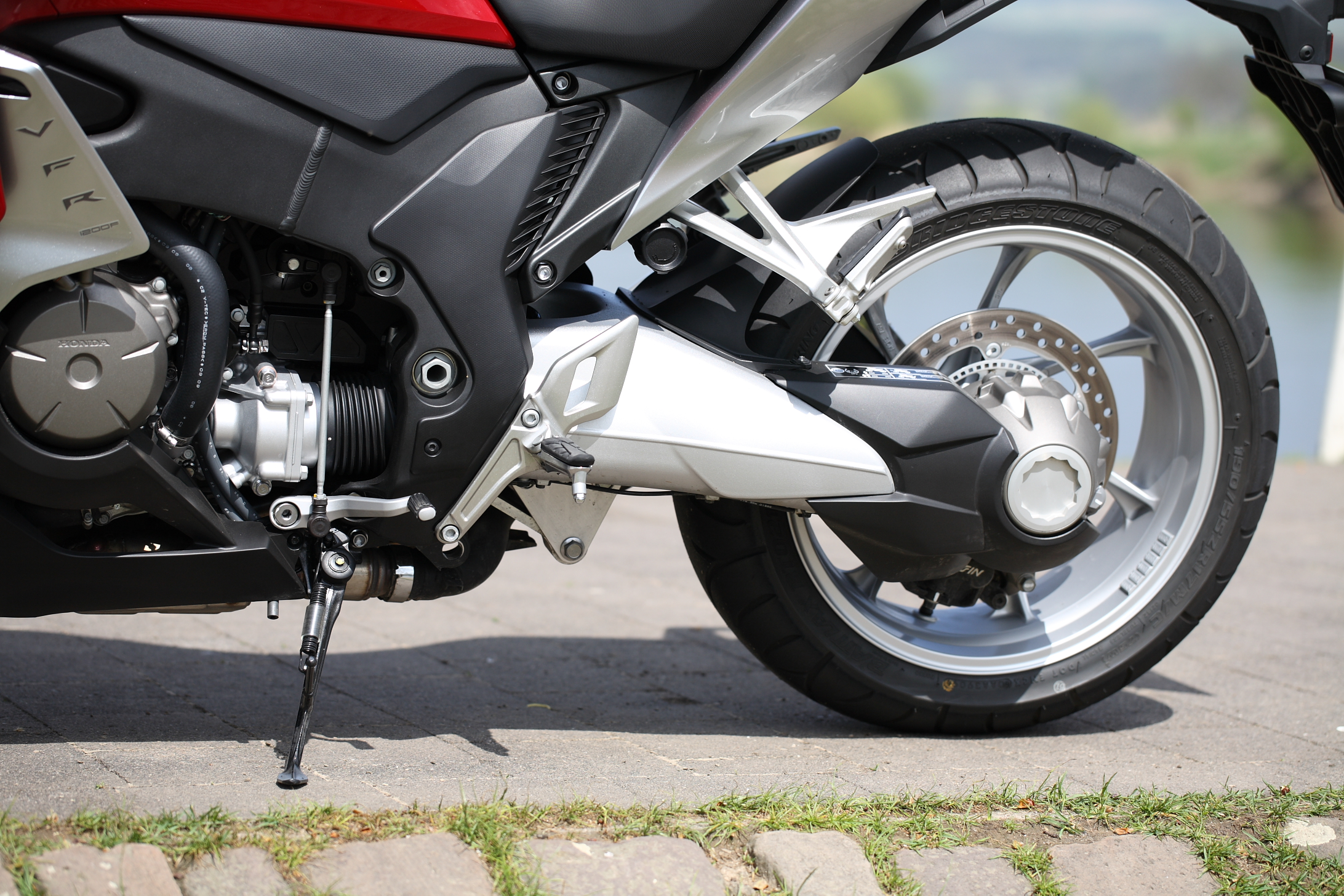
Kardanantrieb (Modelljahr 2010)
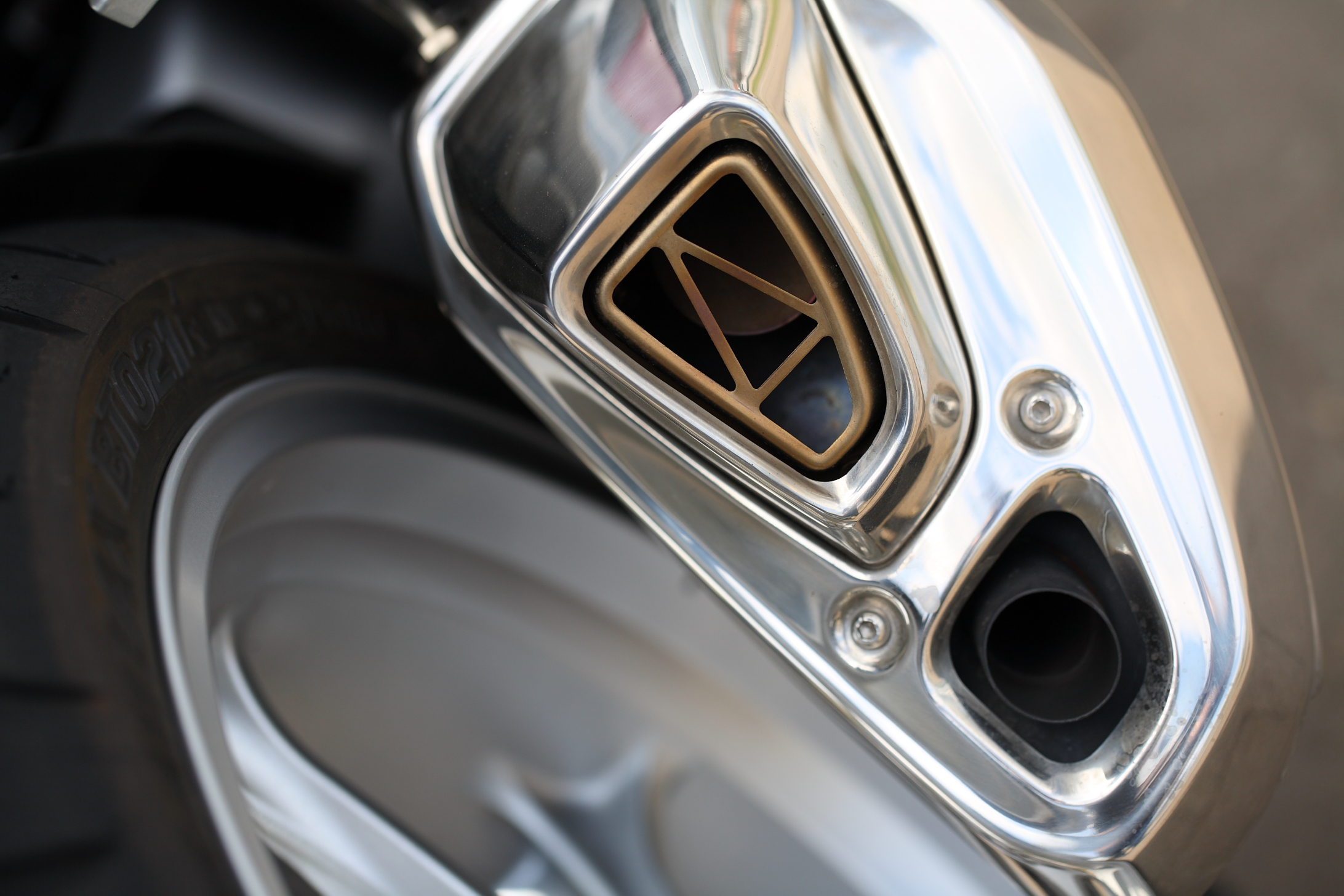
Schalldämpfer mit der sichtbaren Klappe im geschlossenen Zustand in der oberen Mündung (Modelljahr 2010)
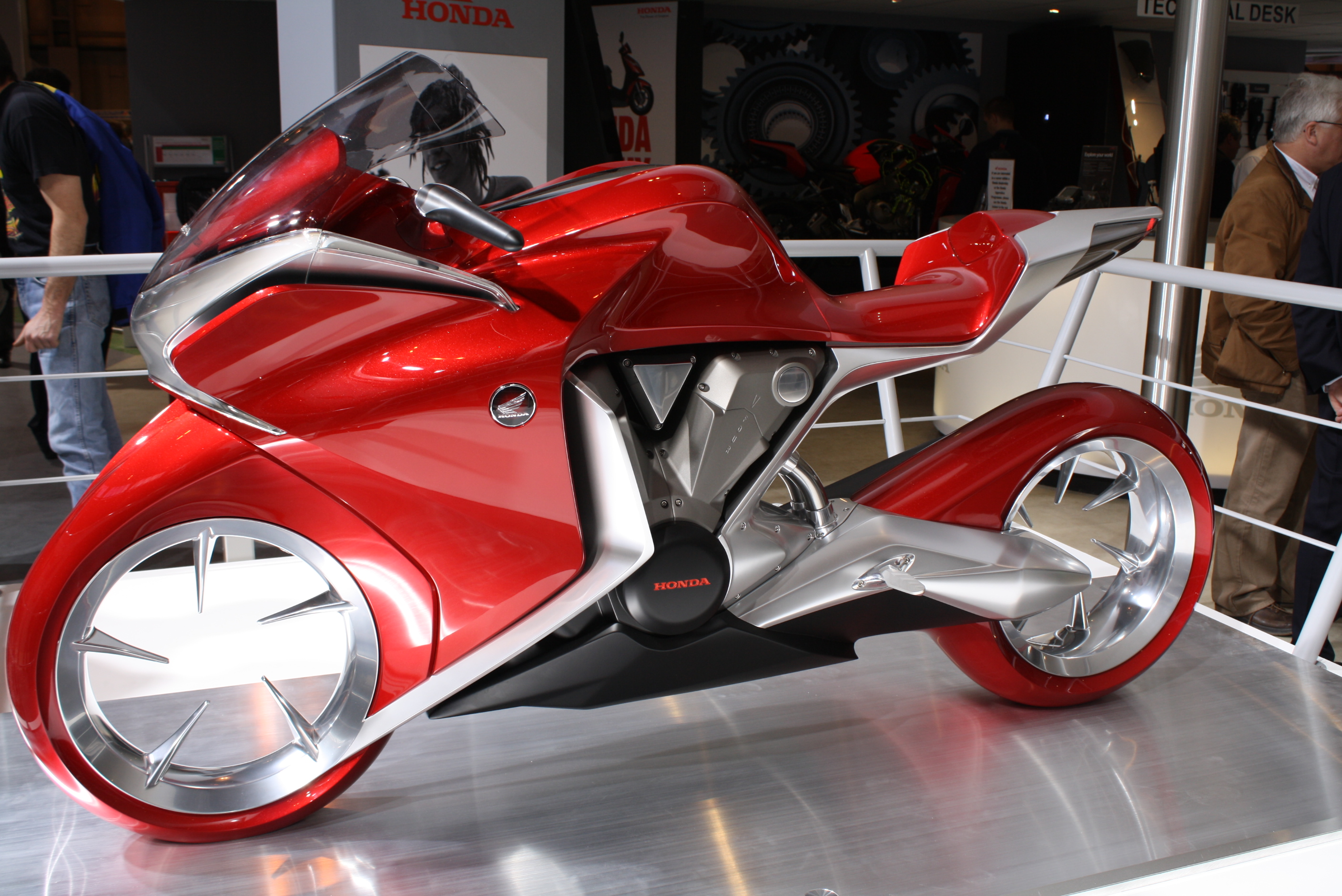
Konzeptmodell